# Alberto da Giussano
Pour les articles homonymes, voir Alberto da Giussano (homonymie).

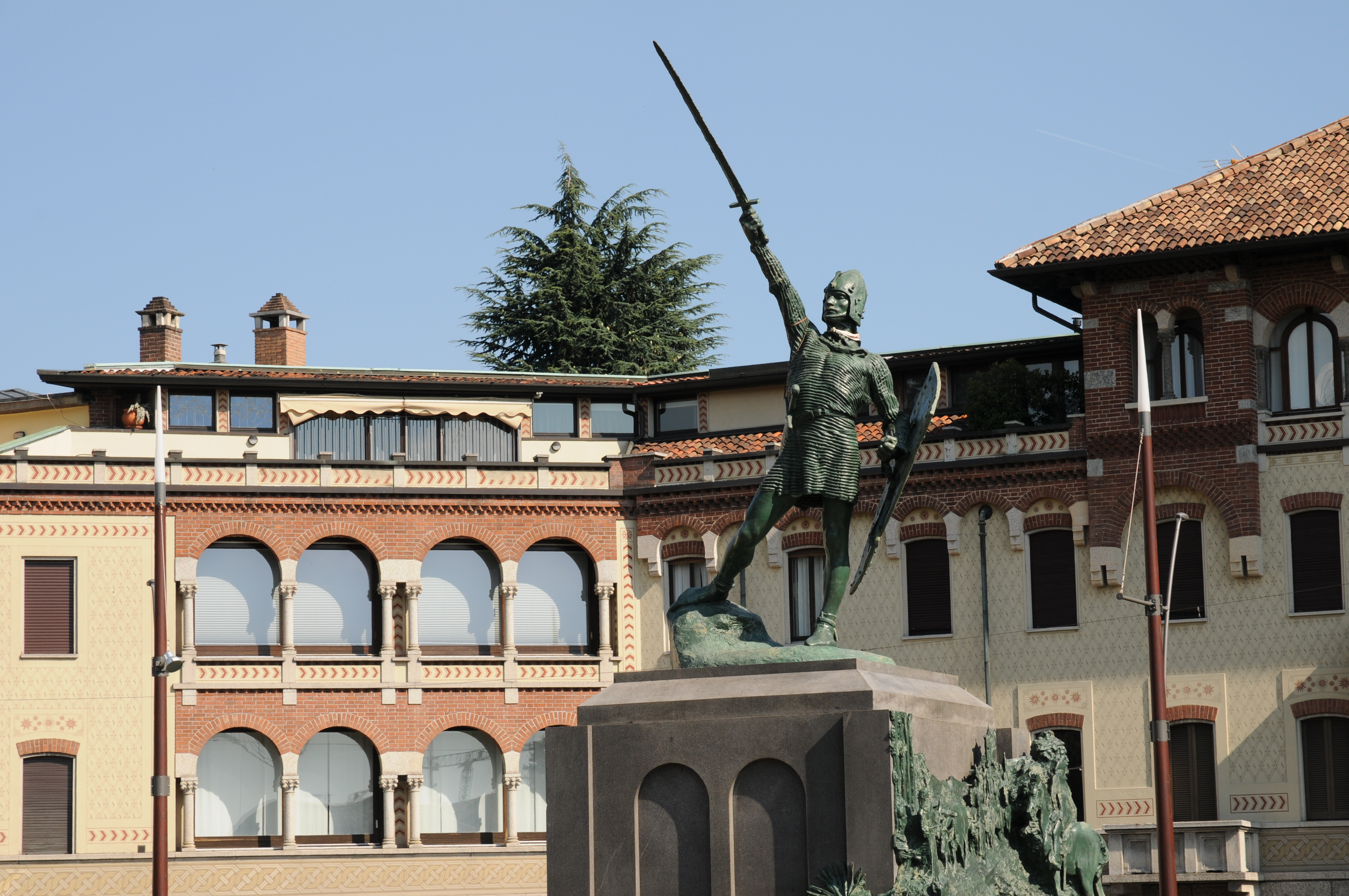
Monument d'Alberto da Giussano à Legnano

Alberto da Giussano est une figure légendaire du XIIe siècle, d'homme en armes.

## Biographie
Une tradition tardive et sans doute inventée par des chroniqueurs de Milan au XIVe siècle lui attribue l'exploit d'avoir organisé et commandé la Compagnie de la Mort  qui lors de la bataille de Legnano du 29 mai 1176 avait victorieusement défendu le Carroccio de la Ligue lombarde contre l'armée impériale germanique de Frédéric Barberousse.